# Lawrence Athelstan Molesworth Riley
Lawrence Athelstan Molesworth Riley  ( 1889 - 1928 ) fue un botánico inglés. Describió 133 nuevas especies. Se destacó por sus investigaciones taxonómicas del género Solanum.

## Algunas publicaciones
- 1927. New Species from Panama, Coiba and Cocos Islands. Ed. H.M. Stationery Office, 9 pp.

- 1925. Critical Notes on Galapagos Plants. Bull. of Miscellaneous Information, Royal Botanic Gardens, Kew, 5 : 227

- 1926. Revision of the Genus Calycolpus. Ed. H.M. Stationery Office, 10 pp.

- 1926. Notes on the Flora of Rapa ... ("St. George" Pacific Expedition, 1924-5). Reimpreso. 7 pp.

- 1921. Notes on Raimannia and Allied Genera. Bull. of miscellaneous information 5. Con Thomas Archibald Sprague. Ed. H.M. Stationery Office, 201 pp.

## Fuente
- Desmond, R. 1994. Dictionary of British & Irish Botanists & Horticulturists includins Plant Collectors, Flower Painters & Garden Designers. Taylor & Francis & The Natural History Museum, Londres.
- La abreviatura «L.Riley» se emplea para indicar a Lawrence Athelstan Molesworth Riley como autoridad en la descripción y clasificación científica de los vegetales.[1]